# ب
‎（阿拉伯语：‎）是阿拉伯字母中的第2個字母，屬於月亮字母。

## 概要

### 字源
源於腓尼基字母𐤁，與希伯來字母「ב」、希臘字母的「Β」、拉丁字母的「B」和西里爾字母的「Б」同源。

### 讀音
表示濁雙唇塞音/b/。由於現代標準阿拉伯語中無清雙唇塞音/p/（原始閃語中的/p/在現代標準阿拉伯語中發音變為/f/，即ف），故在許多外來詞中會用該字母轉寫p。

### 字體變化
依據字母在詞語位置的不同，其書寫形式也會有所變化：
| 在词语中的位置：        | 独立 | 尾部 | 中部 | 首部 |
| ----------------------- | ---- | ---- | ---- | ---- |
| 誊抄体： （显示异常？） | ب‎    | ـب‎   | ـبـ‎  | بـ‎   |
| 波斯体： （显示异常？） | ب‬    | ـب‬   | ـبـ‬  | بـ‬   |